# Magyarország védett természeti értékeinek listája
Ez a lista Magyarország védett természeti értékeit tartalmazza. 

## Nemzeti parkok
- Aggteleki Nemzeti Park
- Balaton-felvidéki Nemzeti Park
- Bükki Nemzeti Park
- Duna–Ipoly Nemzeti Park
- Duna–Dráva Nemzeti Park
- Fertő–Hanság Nemzeti Park
- Hortobágyi Nemzeti Park
- Kiskunsági Nemzeti Park
- Körös–Maros Nemzeti Park
- Őrségi Nemzeti Park

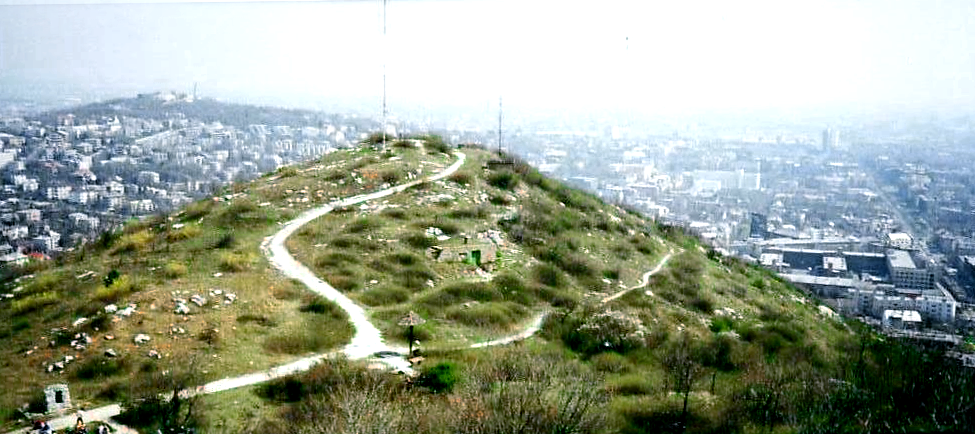
Sas-hegy, Budapest

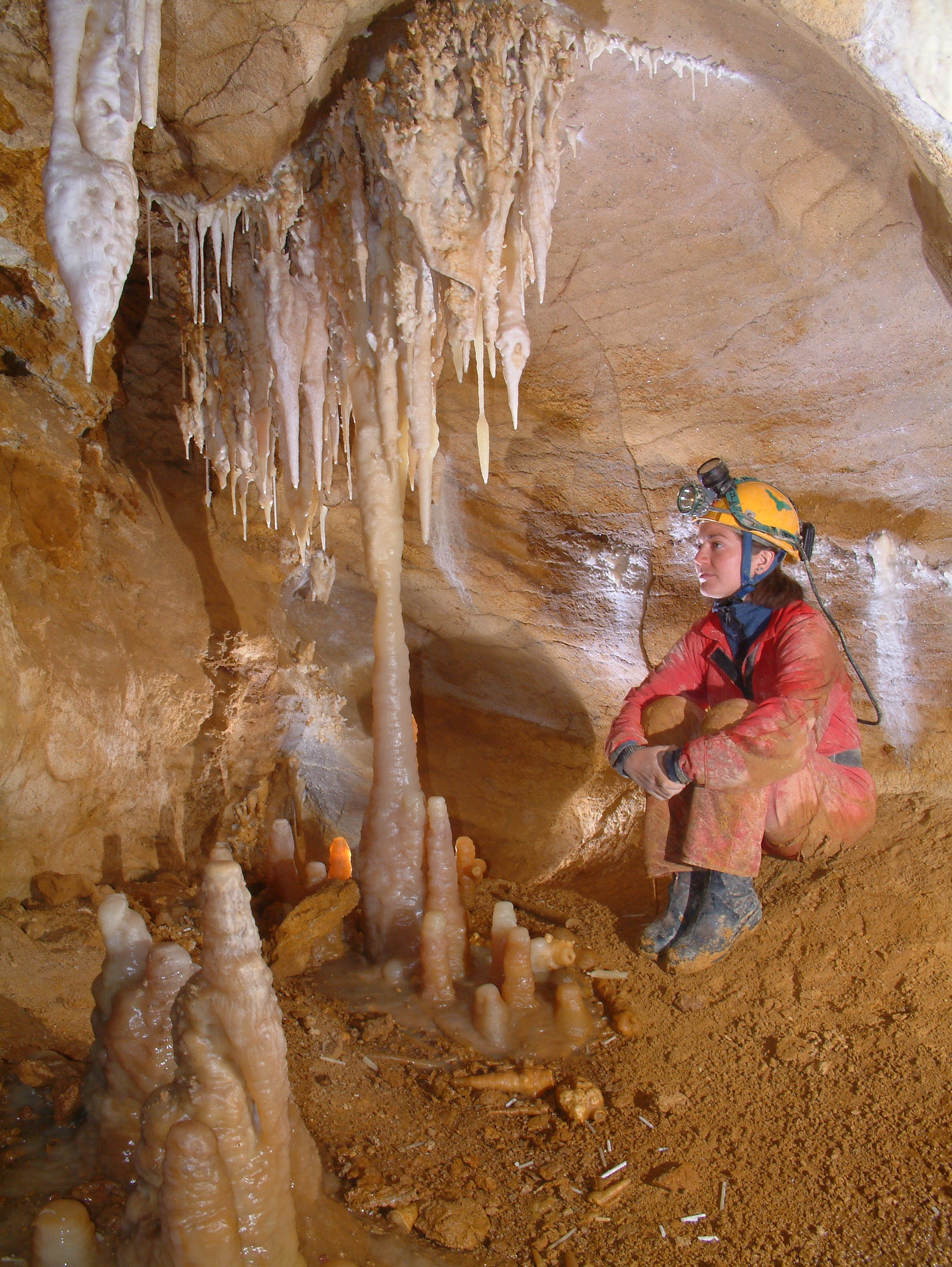
Pál-völgyi-barlangrendszer, Budapest

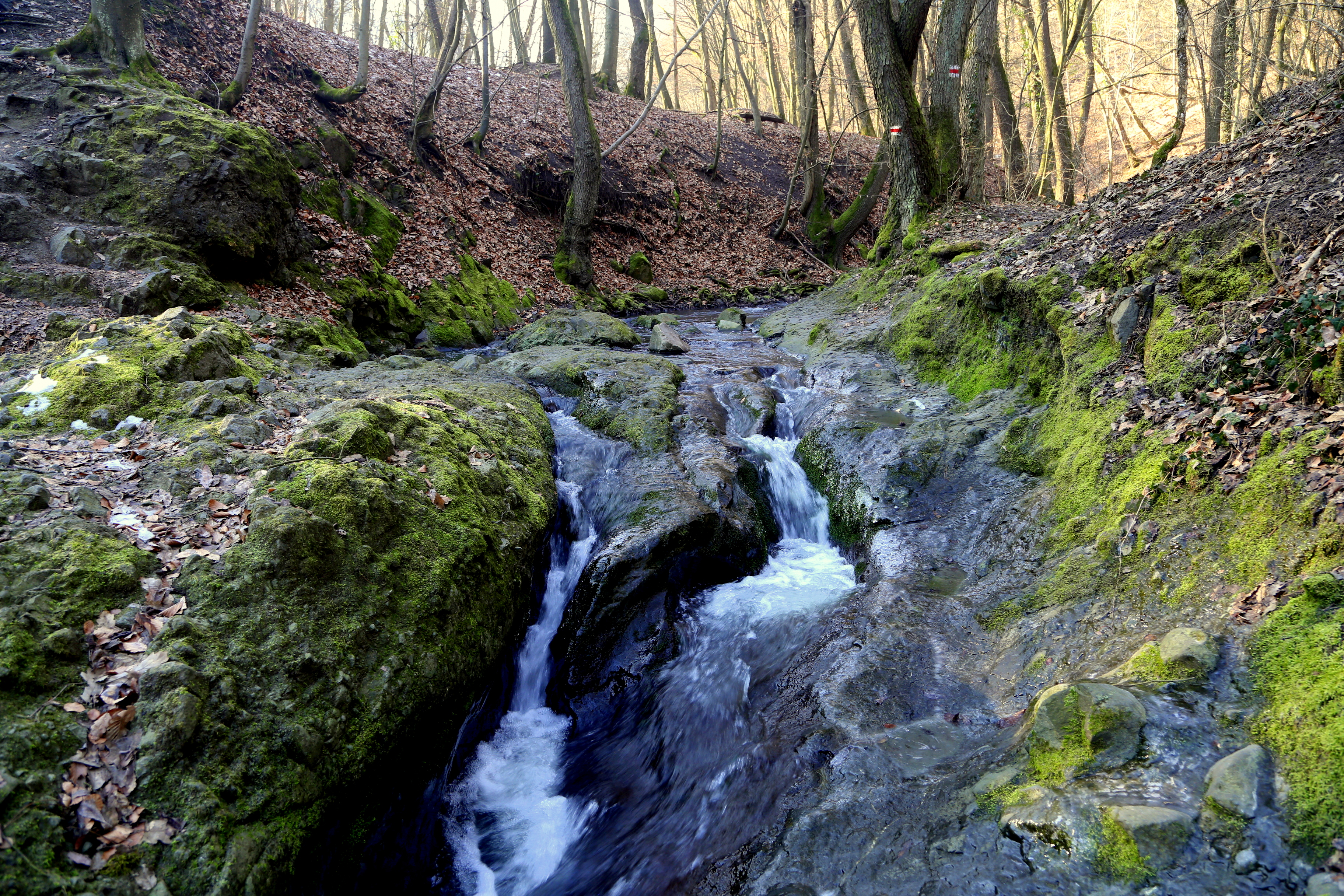
Ördögmalom-vízesés

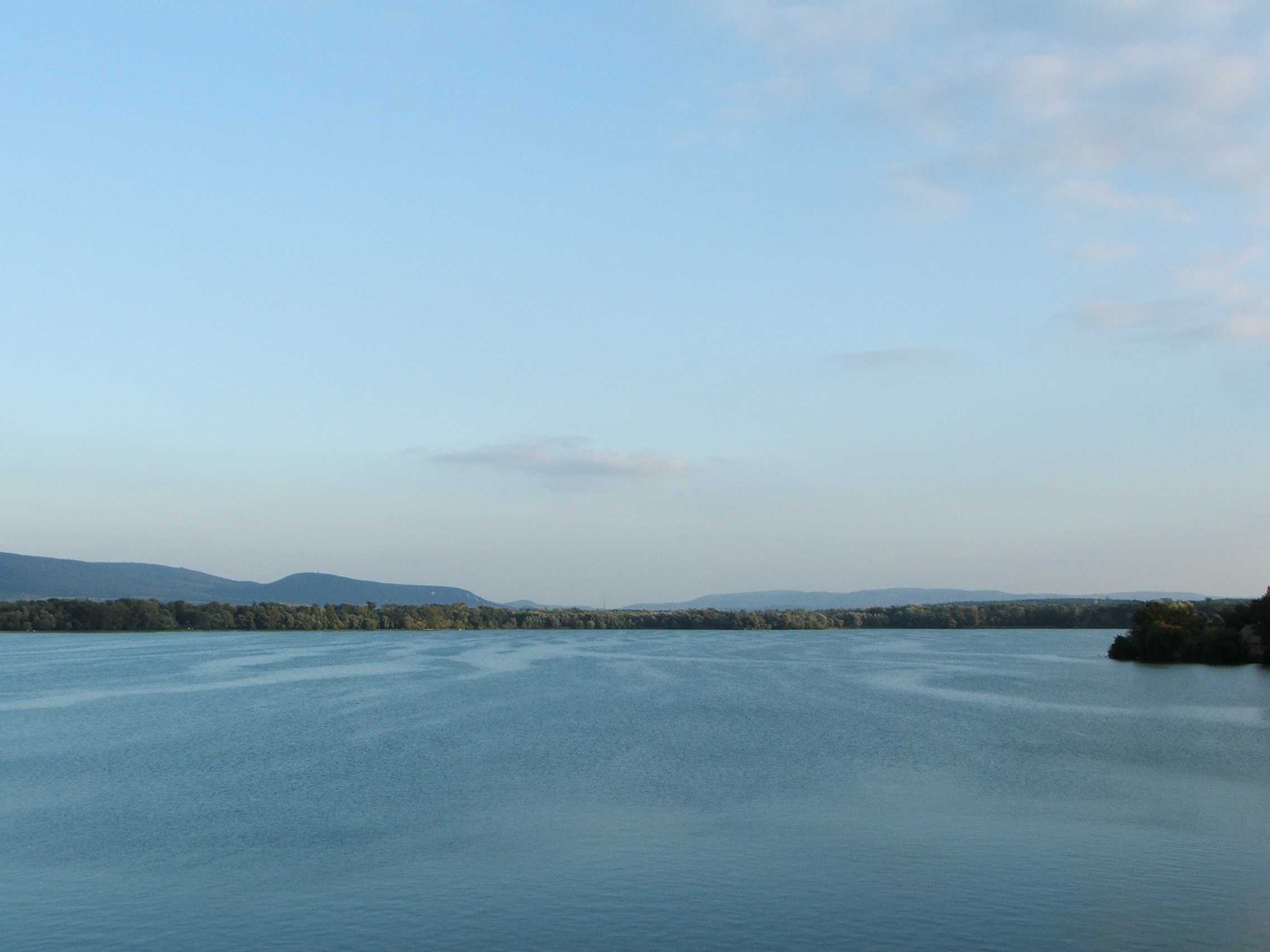
A tatai Öreg-tó a vándormadarak egyik fontos pihenőhelye

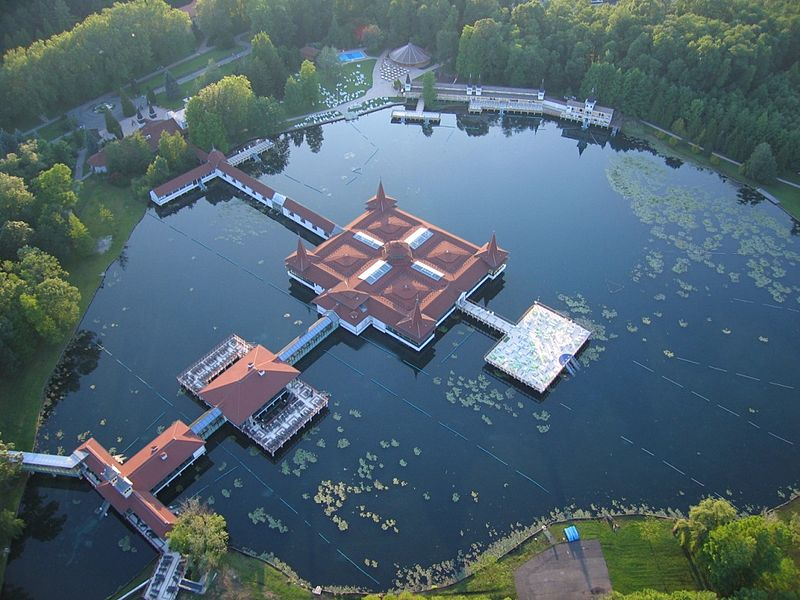
A Hévízi-tó fürdőépülete

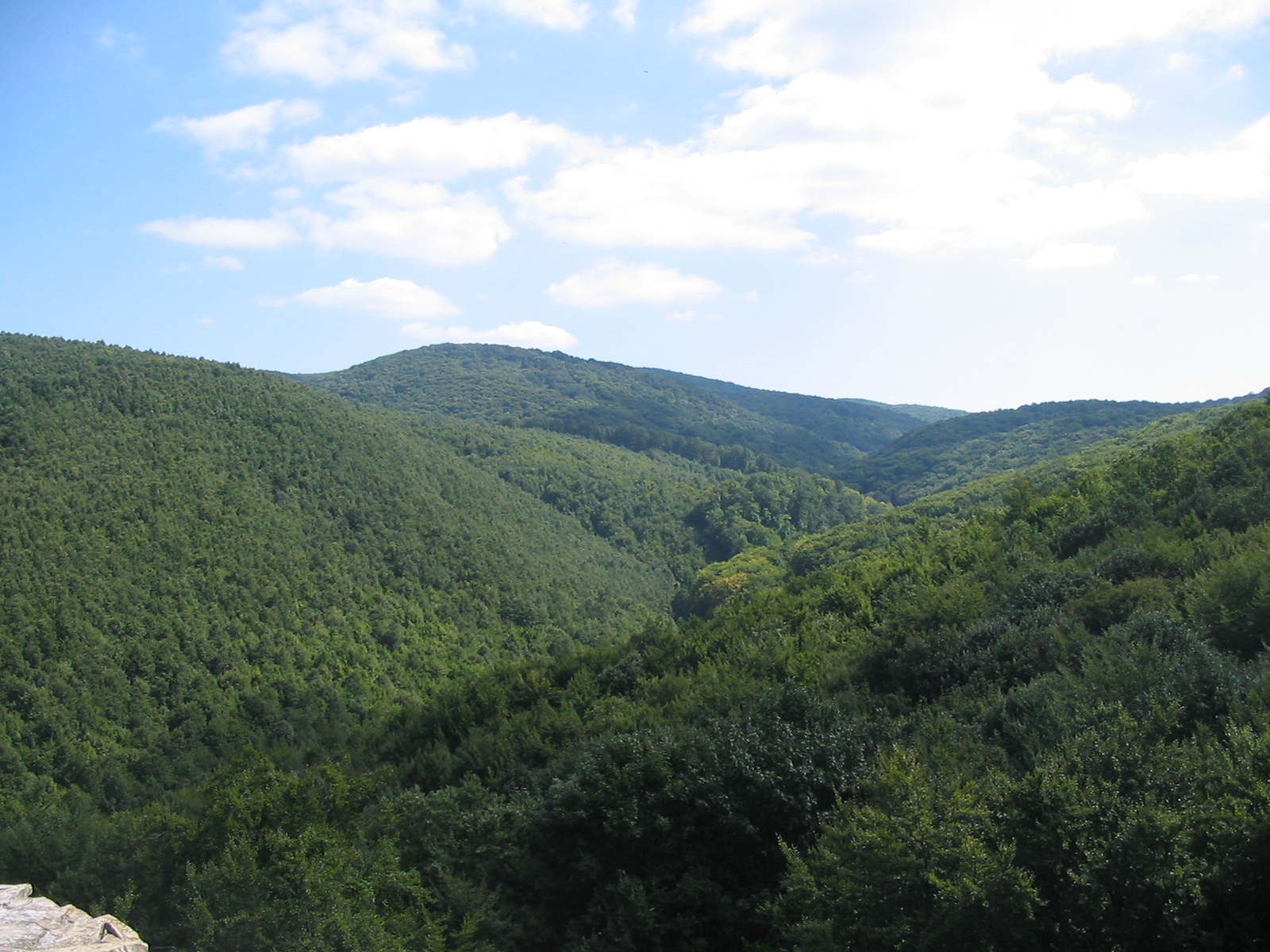
Mecseki táj (Óbánya-Kisújbánya környéke)

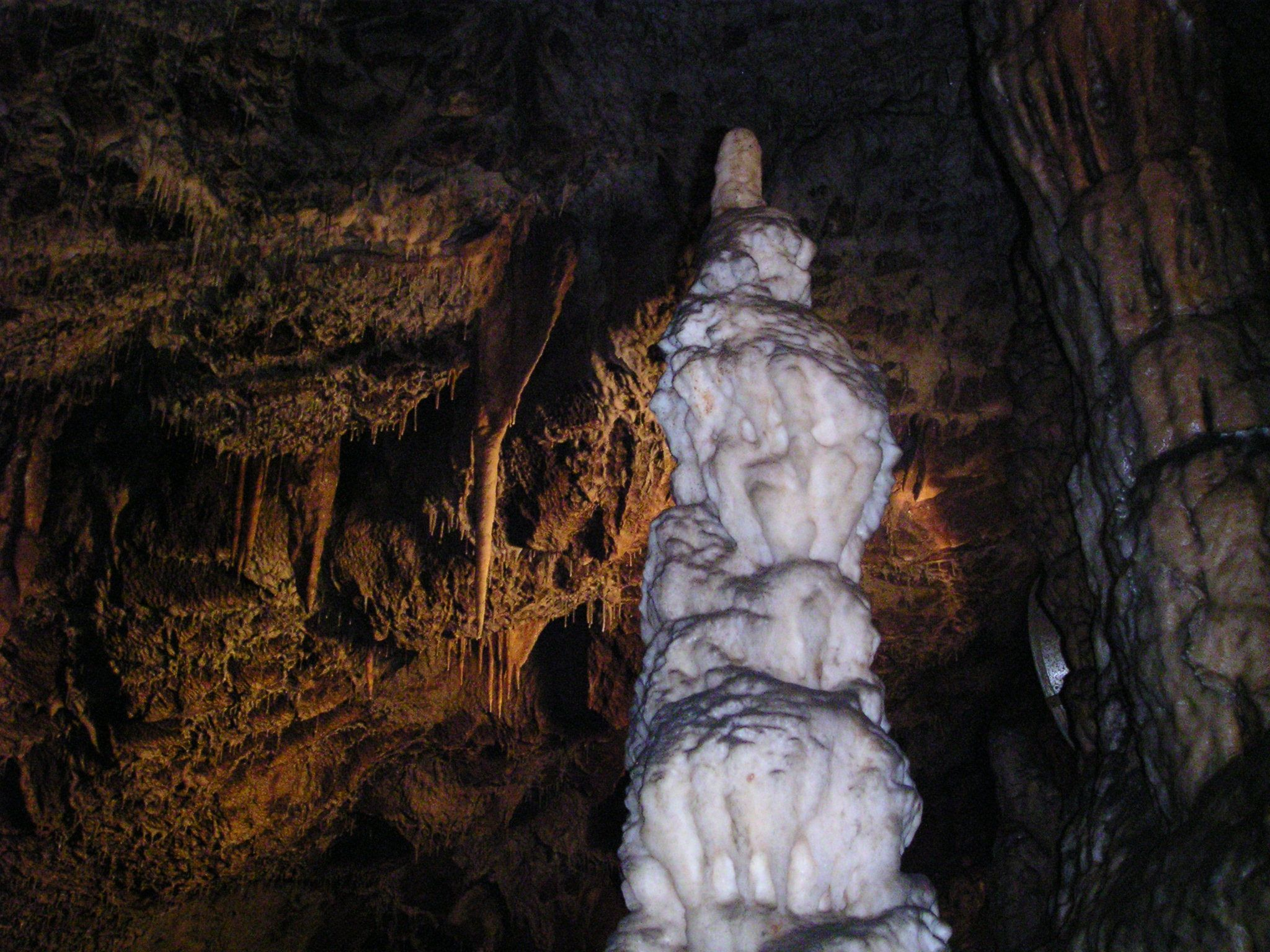
Hatalmas cseppkő a Baradla-barlangban (Aggteleki Nemzeti Park)

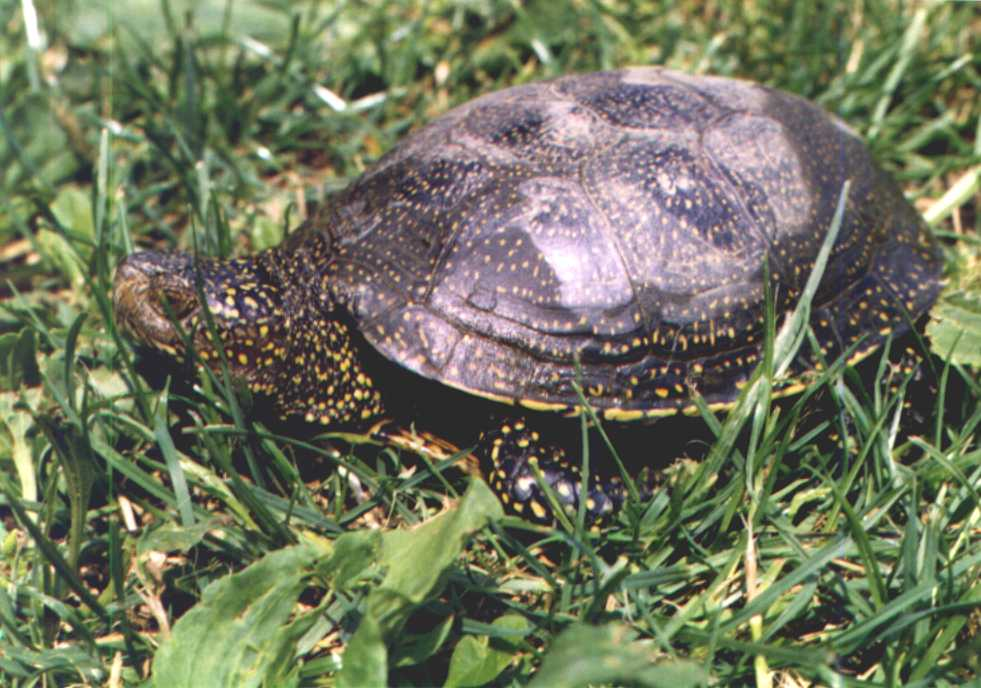
A mocsári teknős az Alföld védett hüllője

Lásd még: Magyarország védett természeti területeinek listája

## Zárt területek

### Budapest
- Bátori-barlang (kísérettel látogatható)
- Sas-hegy (kísérettel látogatható)

### Közép-Dunántúl
- Tata barlangjai: Angyal-forrási-barlang, Bartha-kútbarlang, Feszti-barlang, Megalodus-barlang, Tükör-forrási-barlang

## Látogatható természeti értékek
A régiók sorrendje a NUTS felosztását követi.

### Közép-Magyarország(HU1)

#### Budapest
- Budai Tájvédelmi Körzet
- Margit-sziget
- Merzse-mocsár
- Pál-völgyi-barlangrendszer
- Szemlő-hegyi-barlang
- Tamariska-domb

Lásd még: 
- Budapest védett természeti értékeinek listája

#### Pest vármegye
- Ócsai Tájvédelmi Körzet (ősláp)
- Tápió–Hajta Vidéke Tájvédelmi Körzet
- Visegrádi-hegység
  - Ördögmalom-vízesés
  - Rám-szakadék

### Közép-Dunántúl(HU21)
- Badacsonyi borvidék
- Tata – Öreg-tó, Kálvária-domb

Lásd még: 
- Fejér vármegye védett természeti értékeinek listája
- Komárom-Esztergom vármegye védett természeti értékeinek listája
- Veszprém vármegye védett természeti értékeinek listája

### Nyugat-Dunántúl(HU22)

#### Kisalföld
- Fertő tó

#### Kemenesvidék
- Ság hegy

#### Keszthelyi-fennsík
- Hévízi-tó

Lásd még: 
- Győr-Moson-Sopron vármegye védett természeti értékeinek listája
- Vas vármegye védett természeti értékeinek listája
- Zala vármegye védett természeti értékeinek listája

### Dél-Dunántúl(HU23)
Lásd még: 
- Baranya vármegye védett természeti értékeinek listája
- Somogy vármegye védett természeti értékeinek listája
- Tolna vármegye védett természeti értékeinek listája

### Észak-Magyarország(HU31)

#### Mátra
- Ilona-völgyi-vízesés
- Kékes-tető
- Sástó

#### Bükk-vidék
- Anna-barlang
- Fátyol-vízesés
- Szent István-barlang

Lásd még:
- Borsod-Abaúj-Zemplén vármegye védett természeti értékeinek listája
- Heves vármegye védett természeti értékeinek listája
- Nógrád vármegye védett természeti értékeinek listája

### Észak-Alföld(HU32)
Lásd még: 
- Hajdú-Bihar vármegye védett természeti értékeinek listája
- Jász-Nagykun-Szolnok vármegye védett természeti értékeinek listája
- Szabolcs-Szatmár-Bereg vármegye védett természeti értékeinek listája

### Dél-Alföld(HU33)
- Mágor-puszta

Lásd még: 
- Bács-Kiskun vármegye védett természeti értékeinek listája
- Békés vármegye védett természeti értékeinek listája
- Csongrád vármegye védett természeti értékeinek listája